# Catalyseur de Wilkinson
Le catalyseur de Wilkinson est le nom courant du chlorotris(triphénylphosphine)rhodium(I) de formule C54H45P3ClRh. Son nom provient de Geoffrey Wilkinson, chimiste britannique lauréat du prix Nobel de chimie en 1973. Il est notamment employé pour l'hydrogénation industrielle des alcènes en alcanes.

## Structure et propriétés

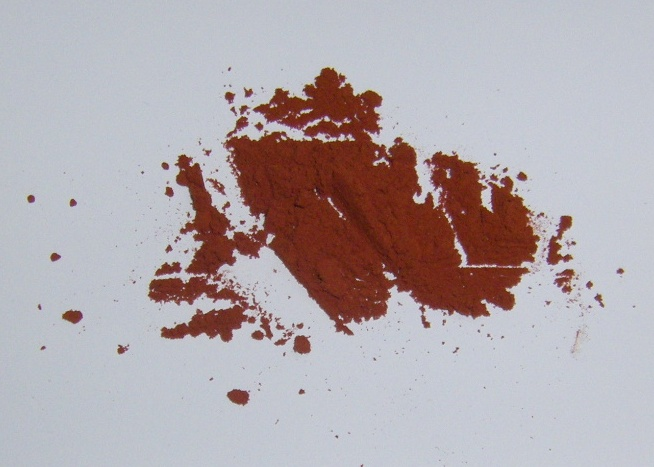
Catalyseur de Wilkinson

Ce composé est plan carré et comporte 16 électrons de valence. Il est souvent synthétisé par réaction entre le trichlorure de rhodium et la triphénylphosphine en excès dans un reflux d'éthanol à pression normale. Il se présente sous forme de cristaux rouge-violet. La triphénylphosphine fait office de réducteur pour conduire à l'obtention d'oxyde de triphénylphosphine selon la réaction :
RhCl3(H2O)3 + 4 PPh3 → RhCl(PPh3)3 + O=PPh3 + 2 HCl + 2 H2O.

## Applications
Le réactif de Wilkinson catalyse la réaction d'hydrogénation des alcènes. Contrairement aux autres catalyseurs couramment utilisés pour ce type de réaction (nickel de Raney, catalyseur de Lindlar, etc.), il s'agit d'un catalyseur homogène. Le mécanisme débute par la dissociation d'un ou deux ligands triphénylphosphine pour apporter 12 ou 14 électrons de complexation, suivie d'une addition oxydante de dihydrogène sur le métal. S'ensuit une complexation π de l'alcène, un transfert intramoléculaire de l'hydrogène sur l'alcène puis une élimination réductrice pour libérer l'alcane formé.
Le catalyseur de Wilkinson peut également servir de catalyseur dans des réactions d'hydroboration.